# Sara Gilbertová
Sara Gilbertová, nepřechýleně Sara Gilbert, (* 29. ledna 1975 Santa Monica, Kalifornie, USA) je americká herečka, známá především rolemi Darlene Connerové v seriálu Roseanne a Leslie Winkle v seriálu Teorie velkého třesku.

## Osobní život
Otevřeně se hlásí k homosexuální orientaci. S bývalou partnerkou, televizní producentkou Allison Adlerovou vychovávala dvě děti, syna Leviho Hanka, který se narodil Adlerové v říjnu 2004, a dceru Sawyer, jež je biologickou dcerou Gilbertové (* srpen 2007). Po rozchodu v roce 2011 se její partnerkou stala hudebnice Linda Perry. V dubnu 2013 pár oznámil své zasnoubení a koncem března 2014 byl sezdán. Počátkem září 2014 herečka oznámila své další těhotenství. Otce nebo dárce semene neuvedla. Jejich syn Rhodes Emilio Gilbert Perry se narodil dne 28. února 2015.
Byla mnoho let vegetariánkou, od roku 2009 je vegankou.

## Filmografie

### Film
| Rok  | Název                          | Role                    | Poznámky            |
| ---- | ------------------------------ | ----------------------- | ------------------- |
| 1992 | Jedovatý břečťan               | Sylvie Cooper           |                     |
| 1994 | Dead Beat                      | Martha                  |                     |
| 1997 | Walkin' on Sunshine: The Movie | zdravotní sestra        |                     |
| 1998 | $30                            | Emily / Michelle        | krátkometrážní film |
| 1999 | Voda na poušti                 | Sandy                   |                     |
| 1999 | Zákony džungle                 | Lynn Sabatini           |                     |
| 2000 | Velký šprým                    | Gretle Dickens          |                     |
| 2000 | Všechny moje lásky             | Annaugh Moss            |                     |
| 2000 | Boys Life 3                    | Emily/Michelle          | krátkometrážní film |
| 2001 | Kluci v mém životě             | Tina Barr               |                     |
| 2004 | Laws of Attraction             | Gary Gadget's Assistant | Cameo               |

### Televize
| Rok             | Název                                     | Role                  | Poznámky                                         |
| --------------- | ----------------------------------------- | --------------------- | ------------------------------------------------ |
| 1984            | Calamity Jane                             | Jean                  | TV film                                          |
| 1988            | ABC Weekend Special                       | Stephie               | díl: „Runaway Ralph“                             |
| 1988–1997 2018  | Roseanne                                  | Darlene Conner-Healy  | 190 dílů, také výkonná producentka               |
| 1990            | Sudie and Simpson                         | Sudie Harrigan        | TV film                                          |
| 1992            | Simpsonovi                                | Laura Powers (hlas)   | díly: „Tentokrát o lásce“ a „Nová holka v ulici“ |
| 1994            | Saturday Night Live                       | samu sebe/moderátorka | díl: „Sara Gilbert/Counting Crows“               |
| 1996            | ABC Afterschool Special                   | Jessie                | díl: „Me and My Hormones“                        |
| 1997            | Broken Record                             |                       | TV film                                          |
| 2000–2001       | Welcome to New York                       | Amy Manning           | 13 dílů                                          |
| 2002            | Rugrats                                   | Cindy (hlas)          | díl: „Cynthia Comes Alive/Trading Phil“          |
| 2002            | 24 hodin                                  | Paula Schaeffer       | 5 dílů                                           |
| 2003            | Will a Grace                              | Cheryl                | díl: „Fanoušci“                                  |
| 2004            | Strong Medicine                           | Charlayne             | díl: „Cinderella in Scrubs“                      |
| 2004–2007       | Pohotovost                                | Dr. Jane Figler       | 15 dílů                                          |
| 2005            | In the Game                               |                       | neprodaný televizní pilotní díl                  |
| 2005            | The Clinic                                | Mrs. Jennings         | díl: 3.1                                         |
| 2005–2006       | Dvojčata                                  | Mitchee Arnold        | 18 dílů                                          |
| 2006            | Girls on the Bus                          | Helen                 | díl: „Pilot“                                     |
| 2006–2007       | Spolužáci                                 | Fern Velch            | 6 dílů                                           |
| 2007            | Private Practice                          | Kelly                 | díl: „In Which Sam Gets Taken For a Ride“        |
| 2007–2010, 2016 | Teorie velkého třesku                     | Leslie Winkle         | 9 dílů                                           |
| 2008            | Zákon a pořádek: Útvar pro zvláštní oběti | Caitlyn Ryan          | díl: „Trials“                                    |
| 2010            | Sestra Hawthornová                        | Malia Price           | 3 díly                                           |
| 2010            | Chirurgové                                | Kim                   | díl: „Sebevražda nebolí“                         |
| 2010–2019       | Talk show bez zábran                      | samu sebe/moderátorka | také tvůrce a výkonná producentka                |
| 2014            | Zkažená úča                               | Irene Dudek           | hlavní role, 13 dílů                             |
| 2016            | Supergirl                                 | Sara Gilbert          | díl: „Falling“                                   |
| 2018            | Jane the Virgin                           | samu sebe             | díl: „Chapter Seventy-Four“                      |
| 2018            | Living Biblically                         | Cheryl                | 13 dílů                                          |
| 2018–2025       | The Conners                               | Darlene Conner        | 10 dílů                                          |
| 2019            | Weird City                                | TBA                   | TBA                                              |
| 2019            | Atypical                                  | profesorka Judd       | 10 dílů                                          |
| 2020            | Equal                                     | J. M. z Clevelandu    | dokumentární                                     |